# Vuelo 101 de Chalk's Ocean Airways
El Vuelo 101 de Chalk's Ocean Airways  acabó en un accidente aéreo que tuvo lugar frente a Miami Beach, Florida, en Estados Unidos el 19 de diciembre de 2005. Todos los 18 pasajeros y 2 tripulantes a bordo del Grumman G-73T Turbine Mallard murieron en el accidente, que se atribuyó a la fatiga del metal en el ala de estribor que produjo la separación del ala del fuselaje.

## Detalles del accidente

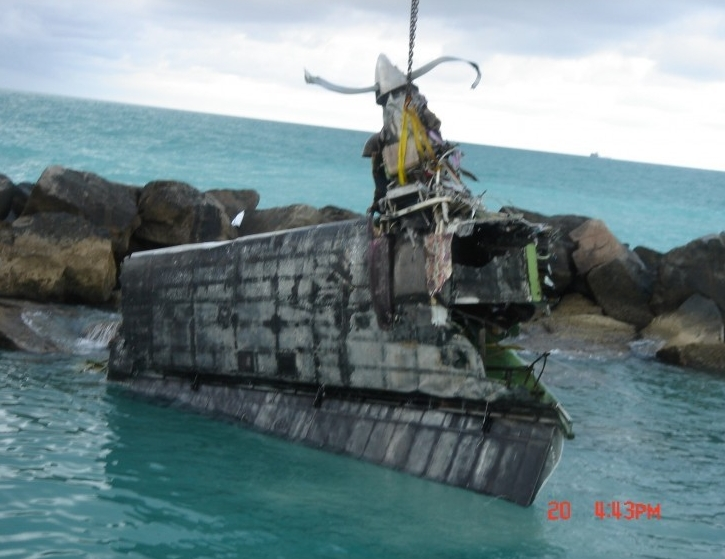
Vuelo 101, recuperación del ala derecha.

El 19 de diciembre de 2005, el Vuelo 101 de Chalk's Ocean Airways era un vuelo desde Fort Lauderdale, Florida, Estados Unidos a Bimini, Bahamas, con una parada no programada en Isla Watson (Miami), Florida, que se estrelló en Miami Beach, Florida. Los testigos vieron humo blanco ondulante desde el avión, antes de que el ala derecha desprendida y el avión se hundieran en el océano. Veinte personas, 18 pasajeros y 2 tripulantes estaban a bordo. No hubo sobrevivientes. Poco más de la mitad de los pasajeros eran de Bimini y ellos volvían de realizar las compras de Navidad en la Florida.
El avión se estrelló y se hundió en el canal Government Cut, una vía fluvial que conecta el Puerto de Miami con el Océano Atlántico. El Government Cut estuvo prohibido la navegación hasta las 6:30 p. m. del 20 de diciembre, dejando varados a por lo menos tres buques de crucero.
El avión era un Grumman G-73T Turbine Mallard fabricado en 1947. Fue el primer incidente accidente fatal de Chalk's Ocean Airways. El piloto y el copiloto fueron, respectivamente, Michele Marks, de 37 años, de Boynton Beach, Florida ascendida a capitán un año antes del accidente, y Paul DeSanctis, de 34 años, Wyomissing, Pennsylvania, quien se unió a la compañía aérea 8 meses antes. Ambos murieron en el accidente.
Sergio Danguillecourt, miembro de la junta directiva de Bacardí Ltd. (y bisnieto del fundador de la compañía de ron Facundo Bacardí), y su esposa, Jacqueline Kriz Danguillecourt, estaban a bordo. Sergio Danguillecourt se desabrochó el cinturón de seguridad, probablemente como un esfuerzo para escapar de la aeronave, que o bien saltó o cayó del avión, su cuerpo, fue el último encontrado, fue recuperado por un pescador cerca de Cayo Vizcaíno, a cuatro kilómetros del lugar del accidente. Los cuerpos de todos los demás pasajeros se encontraban aún atados en sus asientos.
El 22 de diciembre de 2005, la NTSB emitió un comunicado de prensa que incluía imágenes que mostraban la fatiga del metal en el ala que se desprendió. El 30 de mayo de 2007, Reuters informó que "La NTSB afirmó que Chalk's Ocean Airways no pudo identificar y reparar correctamente las grietas de fatiga en el Grumman G-73T Turbine Mallard. El avión perdió el ala derecha unos minutos después del despegue para Bahamas a 500 pies (152 m) y se hundió en el canal de navegación junto al Puerto de Miami el 19 de diciembre de 2005". La NTSB, en su informe final sobre la causa probable del accidente, señaló numerosos problemas relacionados con el mantenimiento en los aviones de la compañía, que plantea interrogantes sobre Chalk's Ocean Airways del mantenimiento de aeronaves como la siniestrada. "Los signos de problemas estructurales estaban allí, pero no fueron corregidos", el presidente del comité de seguridad Mark Rosenker dijo: la NTSB también dijo que la Administración Federal de Aviación (FAA) no pudo detectar y corregir las deficiencias del mantenimiento de las aeronaves de la aerolínea. Reglamento de exención mayores hidroaviones de la supervisión estructural riguroso. Chalk's Ocean Airways no tenía comentarios sobre las conclusiones de la NTSB. La FAA dijo que el programa de Chalk Ocean Airways de indicación de mantenimiento estaba en duda. "El reglamento es muy claro que el transportista tiene la responsabilidad principal de la aeronavegabilidad de su flota y que incluye la formulación de adecuadas reparaciones estructurales", dijo la agencia en un comunicado.

## Causa
La causa del accidente fue una falla por fatiga en la banda derecha iniciada por una grieta en un lapso sabio larguero cerca de la raíz del ala. La grieta se había detectado ejecuta a través de un agujero slosh (una abertura en la pared del larguero, que permite que el combustible fluya de un lado del larguero a la otra) y aparentemente reparado antes, pero la reparación fue finalmente para resultar ineficaces.
El pato fue diseñado en la década de 1940 con una "llamada ala mojada", donde los tanques de combustible en lugar de ser elementos separados dentro del ala, se construyen a partir acordonada partes de la estructura del ala en sí. Esto elimina el peso adicional de los tanques y también permite que más combustible para ser contenida dentro de una determinada banda de tamaño. El inconveniente de esta forma de construcción es que todas las juntas alrededor de las costuras de tanques tienen que ser sellados, así como para hacer un depósito de combustible estancado. Además, como se dobla el ala en cierta medida durante el vuelo, el movimiento tiene una tendencia durante largos períodos de tiempo para costuras abiertas conducen a Pérdida de combustible. Grumman, el fabricante, había emitido de que ya en 1963 sobre fugas de combustible del ala del Mallard siendo indicativo de posibles problemas estructurales, sin embargo, por razones desconocidas la aerolínea no tuvo en cuenta esta especial relevancia a su propia aeronave.
La aeronave accidentada, durante un período de varios años, desarrolló problemas crónicos de fugas de combustible en las dos alas que fueron subsanados por el operador mediante la aplicación repetida de un sellador a las costuras interiores de los tanques de combustible. Desafortunadamente, en la aplicación del sellador en el interior del tanque de ala derecha del operador había aplicado inadvertidamente el material dañado durante un larguero inferior - un importante elemento que soporta carga estructural del ala - de tal manera como para ocultar una grieta de fatiga, que tenía antes se ha descubierto durante el mantenimiento y un intento de reparar hace moliendo la grieta fuera. Al aplicar el sellador del operador se requiere para acceder al interior del tanque de combustible usando pequeñas trampillas de inspección extraíble en la superficie superior del ala, y de la necesidad, esto dio lugar a la mala visibilidad y condiciones incómodas para trabajar en el interior del tanque. Desafortunadamente el sellador oculta la reparación anterior sobre el larguero y hecho la comprobación posterior para un mayor daño a este componente, es decir, cualquier crecimiento de la grieta, imposible.
La primera señal hacia el exterior de posibles problemas significativos con la aeronave accidente fue cuando un acorde a gota (es decir, que va desde la parte delantera del ala hacia la parte trasera) grieta se observó en la piel de la superficie inferior del ala derecha en la raíz, que, después de varios intentos fallidos de dejar de la rendija por la perforación de agujeros ventanillas, fue entonces repetidamente reparado mediante la colocación de dobladores -parches metálicos destinados a asumir la carga de la parte dañada, un procedimiento normal de reparación de daños menores en la piel- remachada sobre el agrietado piel, sin embargo la grieta continuó creciendo, lo que requiere dobladores más y más largas para el montaje. A pesar de la grieta piel poco a poco iba cada vez más largos, no se pensaba que era algo más que un problema de la piel, lo que podría tratarse de la forma habitual, es decir, la colocación de un doblador.
Como la mayoría de las aeronaves del período de la Mallard fue construido usando un aluminio piel estresada construcción, en el que, a diferencia de antes tejido revestido aeronave donde la cubierta de tela es meramente para propósitos aerodinámicos y contribuye poco a la resistencia general de la estructura del avión , la piel de metal en sí lleva parte de las cargas de vuelo, es decir, se "estresados". Muchos aviones tales desarrollar grietas menores en la piel con el tiempo y proporcionan medidas apropiadas, para reparar cualquier agrietamiento entonces la seguridad de la aeronave no tiene que ser comprometida.
En tanto que no se ve larguero agrietado permitió el ala derecha se flexione más durante el vuelo, lo que aumentó las fuerzas de flexión en la raíz de tal manera que la grieta visible de la piel aumenta lentamente en longitud con cada vuelo posterior.
Finalmente, en el vuelo del accidente, la grieta en la parte inferior del ala creció en longitud hasta que el ala estaba tan debilitado que no podía soportar las cargas de vuelo, y se separó del ala. Esto hizo que el combustible contenido en el ala a la que se liberará después calcinada, resultando en el fuego que fue visto por testigos.
En el examen de los restos investigadores descubrieron que, además de los externos, internos dobladores también había sido colocada en el área de la raíz de ambas alas, aunque registro de mantenimiento para estas reparaciones no estaban disponibles. También concluyeron que el agrietado larguero que inició la pérdida del ala había fracasado completamente probablemente bastante tiempo antes del accidente, lo que lleva a un debilitamiento sustancial de la estructura del ala.

## Edad de la flota
La aeronave accidentada había sido construida en 1947 y el fabricante, Grumman, había producido sólo 59 ejemplares de este tipo. Cuando Grumman cesó la producción de los aviones en el 1951, el operador eventualmente dejó sin fuente de nuevas piezas de repuesto, y el operador de línea aérea de la aeronave accidentada, las vías aéreas de Chalk's Ocean Airways, había tenido que recurrir a la adquisición de varios Mallards a canibalizar para los repuestos. Además, el tipo de avión utilizado para las operaciones de Chalk, un transporte de pasajeros barco de vuelo , es de un tipo ya no fabricadas por las compañías de aviones, por lo que la opción de reemplazar el envejecimiento de la flota Mallard con nuevos diseños no estaba disponible. En el momento del accidente, la aeronave accidentada tenía 58 años, había acumulado 31.012 horas de vuelo totales, y había completado 39.404 ciclos despegue/aterrizaje.
Cuando en 1944 el certificado de diseño Mallard estaba obligado a satisfacer un modelo de resistencia estática, pero no estaba aún en vigor ningún método satisfactorio de análisis de fatiga. El pato silvestre por lo tanto no había sido diseñado con cualquier "vida segura figura", a diferencia de los aviones de transporte civil, que hoy en día la mayoría han diseñado vida de fatiga de alrededor de 65.000-70.000 horas o veinte años. Además, hay un manual de reparación autorizado para el tipo de aeronave, que había sido expedido por el fabricante, la responsabilidad de técnicas de reparación de ordenadores de haber sido adquiridos por una empresa externa después dejó de ofrecer soporte Grumman el tipo.
La aeronave accidentada había sido adquirida por la empresa en 1980 y habían ascendido a un G-73T Turbo Mallard en julio de 1981 cuando sus originales Serie Wasp de Pratt & Whitney de motores de émbolo había sido sustituido por Pratt & Whitney Canada PT6 turbohélices.

## Preocupaciones de los pilotos
Como resultado de una serie de incidentes con aviones volados por pilotos de Chalk, la preocupación ha surgido entre ellos sobre el estado de la reparación de la aeronave, en particular, una serie de fallos de motor, y un incidente cuando un elevador cable de control se partió en vuelo, aunque afortunadamente el piloto pudo aterrizar la aeronave con seguridad. Esto llevó a varios de los pilotos de Chalk reconsiderando su posición en la empresa, y uno, después de haber sufrido cuatro fallos de motor durante su período de allí, y que tenía una esposa y un bebé recién nacido para apoyar, renunció a su cargo por lo que él percibe como problemas de mantenimiento persistentes con el flota.
Después del accidente todos los Mallards que quedan en la flota de Chalk se quedaron en tierra. Posteriormente todos fueron descubiertos a estar sufriendo de una severa corrosión con muchos signos de sub-estándar de reparación durante el mantenimiento.

## Nacionalidades
La mayoría de los pasajeros eran locales de Bimini que regresan de las compras de Navidad.
| Nacionalidad   | Pasajeros | Tripulación | Total |
| -------------- | --------- | ----------- | ----- |
| Bahamas        | 11        | 0           | 11    |
| Estados Unidos | 7         | 2           | 9     |
| Total          | 18        | 2           | 20    |

## Filmografía
Este accidente fue presentado en el programa de televisión canadiense Mayday: Catástrofes Aéreas, y fue resumido en Mayday: Informe Especial, transmitidos en National Geographic Channel.